# 衛生福利部雙和醫院
衛生福利部雙和醫院（簡稱雙和醫院），是一所位於臺灣新北市中和區的大型公立醫院，隸屬於衛生福利部附屬醫療及社會福利機構管理會，並委託臺北醫學大學以公辦民營模式運營，是臺灣首家採取民間興建營運後轉移模式（BOT）的醫院。目前屬於醫學中心級醫院、JCI國際認證醫院。

## 歷史
- 1988年，臺灣省行政會議決議把原來的省立臺北醫院城區分院改制並搬到臺北縣，這是雙和醫院的緣起[5]。
- 1999年6月，確定以BOT方式進行[5]。
- 2000年－2002年，行政院衛生署公告招標3次，流標。（條件由30年經營權改成40年[6]，並給5公頃土地可供融資，始有申請人投標[7]）
- 2003年12月11日，評選出臺北醫學大學為雙和醫院BOT案之最優申請人[8]。
- 2004年3月8日，衛生署陳建仁署長與臺北醫學大學吳成文董事長簽約[9]，投資興建經營期限為50年，至2054年3月7日止[10]。10月30日開工，基地表面的墳墓由臺北縣政府及中和市公所協助遷葬，一開始仍有部分無主私墓埋於地下層尚未發現遷移。隨土方移除及整地工程的進行，基地地底下之無主私墓與骨灰罈陸續挖掘出土，並遷移至他處妥善安放[10]。
- 2008年7月1日，落成啟用[11]。12月30日，通過97年度新制教學醫院評鑑合格[8]。
- 2009年8月29日，通過JCI國際醫院評鑑[12]。12月25日，玉梅紀念圖書館-臺北醫學大學雙和分館開幕；臺北醫學大學進修推廣部雙和分部開幕[8]
- 2010年3月，引進加馬刀[13]。
- 2011年1月1日，升格為區域醫院[14]。取得醫策會之急性冠心症(ACS)照護品質認證[15]。
- 2013年7月23日，隨衛生署改制升格而更名為衛生福利部雙和醫院。
- 2016年10月，取得醫學中心評鑑優等，升格為「區域醫院─準醫學中心」。[16]
- 2024年3月1日，正式升格為「醫學中心」。[17]

## 歷任院長
| 姓名   | 任期                           |
| ------ | ------------------------------ |
| 邱文達 | 2008年7月1日－2009年6月28日    |
| 吳志雄 | 2009年6月28日－2015年8月16日   |
| 李飛鵬 | 2015年8月16日－2017年8月1日    |
| 吳麥斯 | 2017年8月1日－2021年12月30日   |
| 程毅君 | 2021年12月30日－2024年12月30日 |
| 李明哲 | 2025年1月1月-現任              |

## 院內及周邊設施
- 第一醫療大樓
  - 緊急醫療：急診處、樓頂直昇機停機坪[19]。
  - 門診:
1樓外科門診區、眼科門診區。
2樓內科第一門診區、耳鼻喉頭頸外科門診區、婦科門診區、兒科門診區、牙科門診區。
3樓減重美容塑身中心。
5樓牙科門診區。
  - 住院
- 第二醫療大樓
  - 門診:
1樓內科第二門診區、精神(身心)科門診區。
3樓眼科門診區、皮膚門診區。
5樓復健科門診區。
  - 住院
- 行政大樓
  - 1樓：圖書館、階梯教室[20]。
  - 3樓：臺北醫學大學進修推廣部-雙和分部[21]。
- 睡蓮池、林蔭風雨走廊[22]。
- 設有「雙和醫院直昇機飛行場」。

## 人文特色與影響
- 人文特色：在醫院的一樓大廳與二樓皆有藝術相關的展覽表演，如音樂演奏、畫作...等，以在醫療專業外緩和病患與陪診民眾的就醫情緒，並增進身心健康[23][24][25]。
- 影響：形成雙和醫院商圈[26][27]。

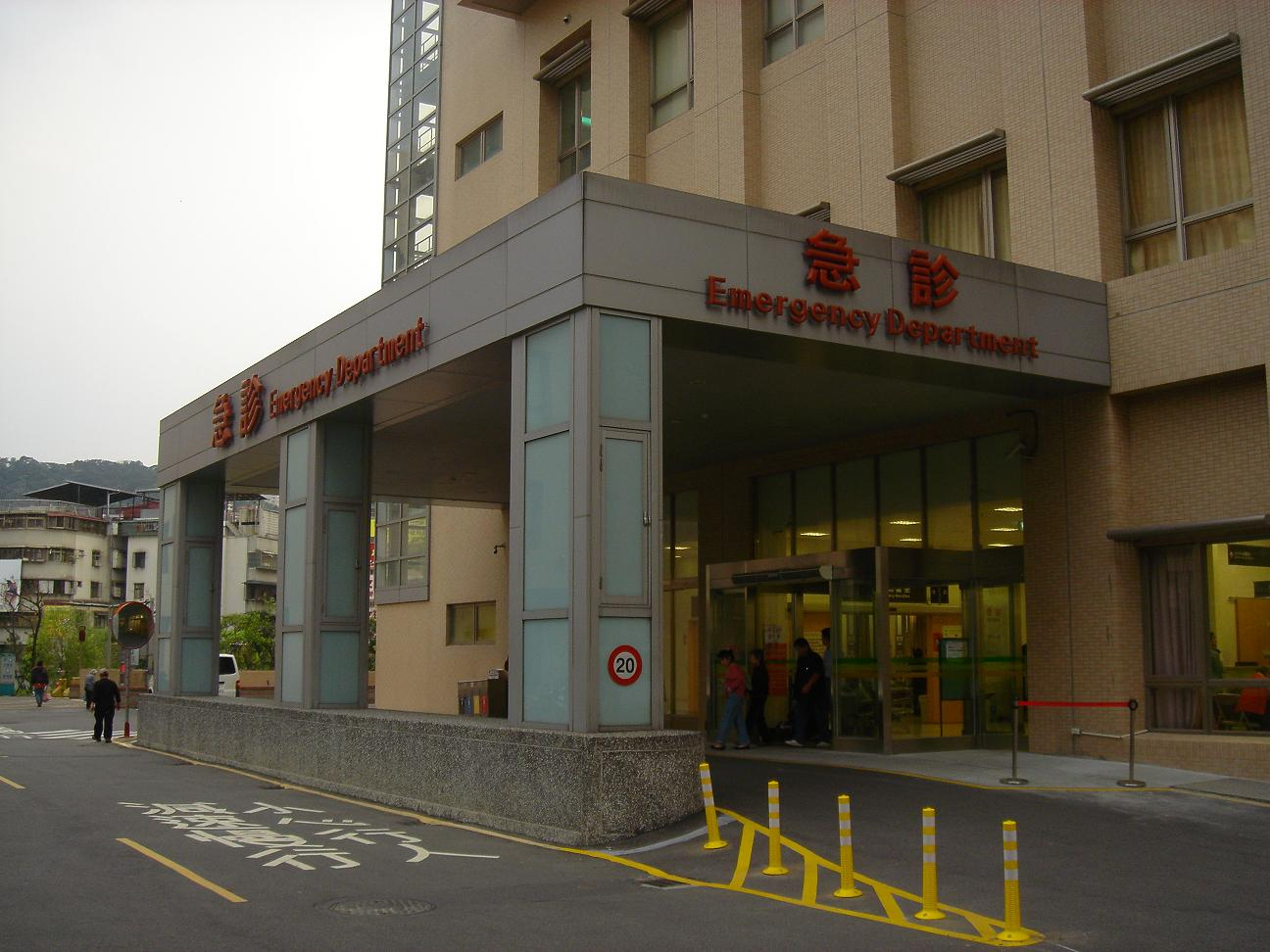
雙和醫院急診室入口
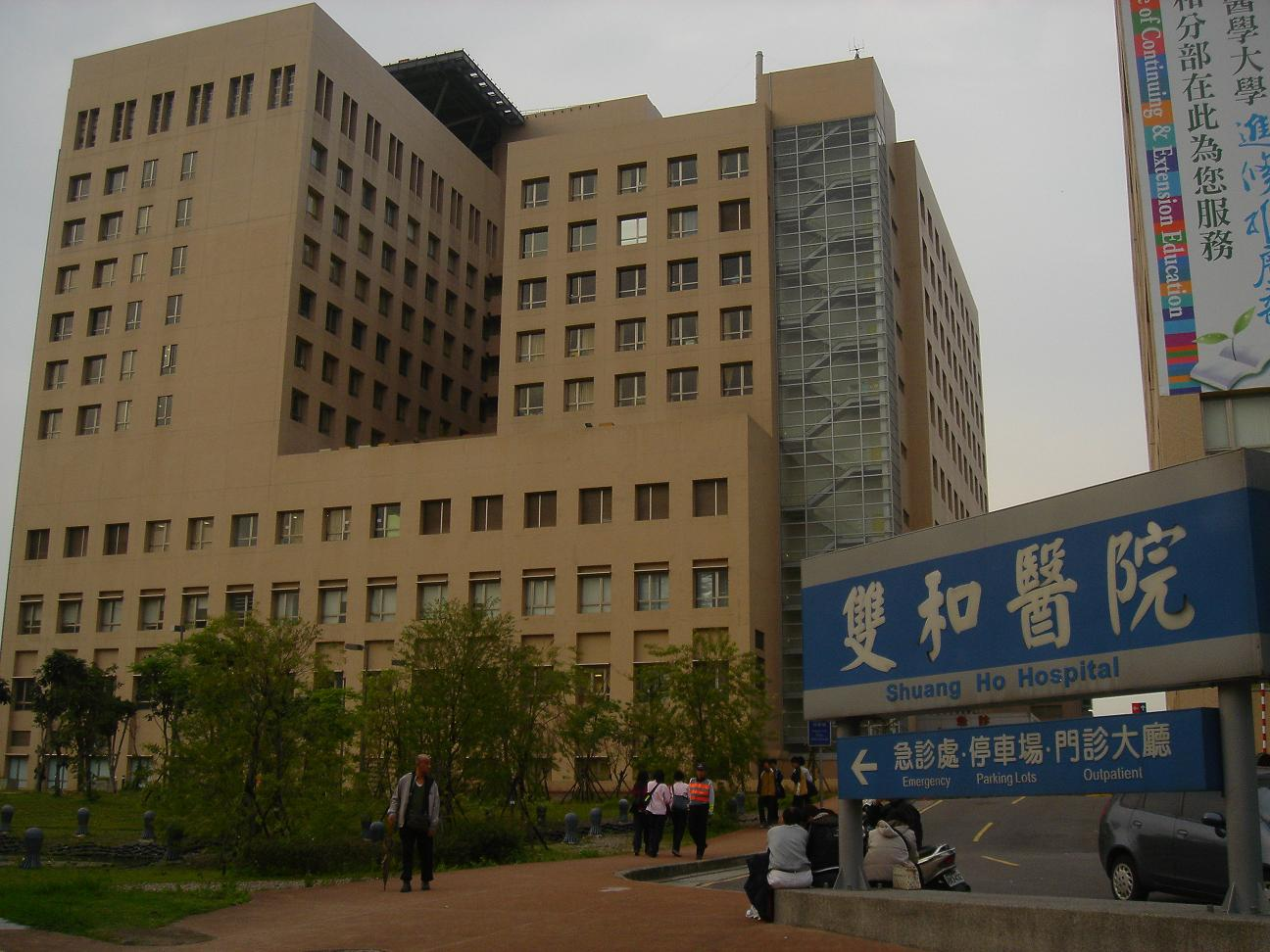
雙和醫院後方
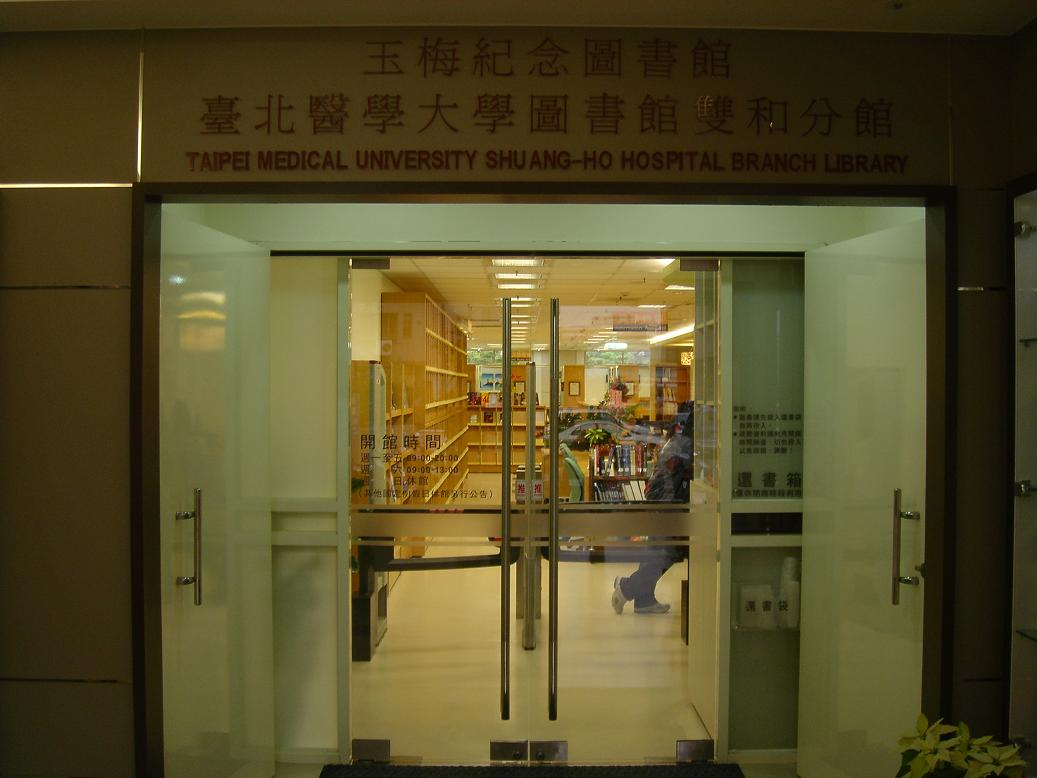
雙和醫院圖書室

## 醫療團隊[28]
- 內科系
  - 心臟內科
  - 神經內科
  - 胃腸肝膽科(消化內科)
  - 胸腔內科
  - 腎臟內科
  - 新陳代謝科
  - 成人感染科
  - 血液腫瘤科
  - 風濕免疫科
  - 家庭醫學科
  - 職業醫學科
  - 預立醫療諮商門診(ACP)(限約診)

- 外科系
  - 心臟內科
  - 神經內科
  - 胃腸肝膽科(消化內科)
  - 胸腔內科
  - 腎臟內科
  - 新陳代謝科
  - 成人感染科
  - 血液腫瘤科
  - 風濕免疫科
  - 家庭醫學科
  - 職業醫學科
  - 預立醫療諮商門診(ACP)(限約診)

- 高齡醫學科
  - 高齡心臟內科
  - 高齡神經內科
  - 高齡胸腔內科
  - 高齡腎臟內科
  - 高齡整合家醫科
  - 高齡骨科
  - 高齡泌尿科
  - 高齡精神科
  - 高齡醫學科

- 婦兒科系
  - 婦產科
  - 兒科部
  - 健兒門診

- 牙科
  - 一般(牙科)
  - 家庭牙醫學科
  - 人工植牙特別門診
  - 口腔顎面外科
  - 口腔內科
  - 贋復補綴牙科
  - 口腔癌特診
  - 老人牙科
  - 兒童牙科
  - 特殊牙科
  - 牙周病專科
  - 牙髓病科
  - 自費全瓷美白牙科
  - 自費齒顎矯正門診
  - 顯微牙周美學門診

- 其他科系
  - 影像醫學部
  - 眼科
  - 耳鼻喉科
  - 精神科(身心科)
  - 復健醫學部
  - 麻醉科
  - 病理科
  - 核子醫學科
  - 代謝及體重管理中心
  - 自費心理諮商門診
  - 藥劑部(藥師照護門診)
  - 急診醫學科
  - 皮膚科
  - 營養室(營養諮詢門診)
  - 健檢中心
  - 重症醫學科
  - 放射腫瘤科
  - 疼痛特別門診
  - 臨床病理科
  - 美容醫學(整形外科)
  - 美容醫學(皮膚科)
  - 質子治療諮詢門診(自費/限約診)
  - 緩和醫療中心

- 遠距醫療
  - 成人遠距門診
  - 兒童遠距門診

## 外部連結
- 衛生福利部雙和醫院 （页面存档备份，存于）（繁體中文）
- 衛生福利部雙和醫院的Facebook專頁
- 衛生福利部雙和醫院的Instagram帳戶
- YouTube上的衛生福利部雙和醫院頻道